# De Karosseer
De Karosseer, voorheen bekend als Vinkenslag, is een woonwagenkamp annex bedrijventerrein in de Maastrichtse wijk Randwyck.

## Geschiedenis
Het woonwagenkamp werd in 1975 gesticht. In de loop der jaren groeide het aantal woonwagens dusdanig dat er veel meer woonwagens stonden dan aanvankelijk de bedoeling was. De bedrijven op het terrein waren eerst vooral autosloopbedrijven. Later kwam daar de handel in tweedehands auto's bij. Al snel groeide het terrein uit tot een van de belangrijkste plekken in Europa voor de tweedehands autohandel. De keerzijde van het succes was dat het terrein steeds voller raakte en dat de omgeving vervuilder en onveiliger werd. Ook kwam er steeds meer negatieve publiciteit over het kamp naar buiten.
Tot 2004 was Vinkenslag, zoals het toen nog heette, een van de grootste woonwagenkampen van Nederland (de grootste is Beukbergen in Zeist). In 2002 startte de gemeente Maastricht op basis van een nieuw bestemmingsplan een grootschalige herstructurering van het terrein. In november 2007 werd de oude naam Vinkenslag gewijzigd in De Karosseer om de 'nieuwe start' te markeren. Veel oude bewoners waren toen al vertrokken. Volgens de planning moest de sanering in 2009 worden afgerond.

## Negatieve publiciteit en politieoptreden
Het kamp was regelmatig op negatieve wijze in het nieuws, onder meer vanwege vermeende illegale hennepteelt en omdat bewoners op grote schaal illegaal stroom zouden aftappen. Soms werden ambtenaren bedreigd door bewoners van Vinkenslag. Raadsleden van wie Vinkenslag-bewoners het vermoeden hadden dat zij tijdens raadsvergaderingen een negatief beeld zouden schetsen van Vinkenslag, werden geïntimideerd. Controles van nutsbedrijven werden onmogelijk gemaakt, onderzoeken van politieambtenaren en belastinginspecteurs gesaboteerd.
Overigens was het volgens burgemeester Gerd Leers een beperkte groep van bewoners die deze problemen veroorzaakten. Verschillende gesprekken werden gehouden met mensen van Vinkenslag in de burgemeesterkamer van het stadhuis in Maastricht.
Op 20 maart 2003 werden bij een politie-inval op Vinkenslag 37 locaties ontdekt waar hennep werd geteeld of die waren ingericht voor de teelt van wiet. Er werden circa 12 duizend hennepplanten in beslag genomen en vervolgens vernietigd. Monteurs van nutsbedrijf Essent controleerden of er illegaal stroom was afgetapt. Enkele illegaal gebouwde loodsen werden met de grond gelijk gemaakt.
De politie-inval was onderdeel van de strenge aanpak die burgemeester Leers voorstond. Na de inval beweerden sommige kampbewoners dat de gemeente een hetze tegen hen voerde, waardoor Vinkenslag een slechte naam kreeg en de eerlijke handel onmogelijk werd. De gemeente Maastricht vond echter dat, na jarenlange sabotage, er geen andere keuze was geweest.

## Belastingaffaire
In februari 2004 werd bekend dat bewoners van Vinkenslag, net als in veel andere woonwagenkampen, minder inkomstenbelasting betaalden omdat de Belastingdienst niet in staat was financiële gegevens te controleren. Staatssecretaris Wijn van Financiën zegde na Kamervragen toe dat aan deze situatie onmiddellijk een eind zou worden gemaakt. Later bleek dat niet alle bewoners het verlaagde tarief betaalden. Bij anderen was de achterliggende reden voor het verlaagde tarief dat zij geen aftrekposten konden opvoeren.

## Protesten en nieuwe invallen
Op 14 april 2004 blokkeerden 80 tot 100 Vinkenslag-bewoners enige uren een druk kruispunt van de A2 bij stadion Geusselt, uit protest tegen het vermeende onrecht. De blokkade met banden en andere voorwerpen veroorzaakte lange files op de A2 en de A79. Kort daarop maakten een aantal kampbewoners amok bij het hoofdbureau van politie aan de Prins Bisschopsingel. Omdat de politie op de hoogte was van op komst zijnde ongeregeldheden, werd voor alle zekerheid een peloton van de Mobiele Eenheid achter de hand gehouden.
Naar aanleiding van de Geusselt-affaire spande de gemeente tegen een aantal kampbewoners een civiele procedure aan. De volgende ochtend deed de Mobiele Eenheid met driehonderd man en een aantal shovels opnieuw een inval, zowel in het kamp zelf als in en enkele kleinere kampen in de omgeving. Daarbij werd ook een helikopter ingezet. Zestien personen werden aangehouden, o.a. wegens betrokkenheid bij de wegblokkade van de vorige dag. Volgens politie en justitie werd er bovendien nog steeds op grote schaal wiet verbouwd; er werden opnieuw meerdere hennepplantages aangetroffen en ontmanteld.

### Bedreigingen
Tijdens de politieacties op Vinkenslag waren in de hele stad politiepatrouilles, ME-busjes en politieagenten te zien en moest het stadhuis enkele keren zwaar bewaakt worden. Burgemeester Leers werd enkele dagen persoonlijk beveiligd door de Dienst Koninklijke en Diplomatieke Beveiliging van het KLPD, omdat er op 22 april 2004 een voor hem bedoelde kogelbrief bij een postsorteercentrum was onderschept. Ook het huis van de burgemeester moest om die reden door de politie worden bewaakt.

## Vechtpartij
In juli 2007 kwam Vinkenslag wederom negatief in het nieuws toen een 48-jarige Maastrichtenaar in het Academisch Ziekenhuis Maastricht overleed aan de gevolgen van een vechtpartij in het woonwagenkamp.

## Sanering en reorganisatie
Het kamp werd vanaf 2004, nadat een nieuw bestemmingsplan was aangenomen, heringericht. Hiervoor werden 120 woonwagens vervangen door een bedrijventerrein van ongeveer 95.000 m², waar zich ongeveer 60 autohandels konden vestigen. De sloophandels die zich er bevonden werden ofwel gesaneerd of verplaatst naar het bedrijventerrein Maastricht-Eijsden iets verderop. De bewoners waren het oneens met de bodemsanering en meenden dat de gemeente dit gebruikte als excuus om hen te verjagen. De gemeente had namelijk plannen om na de sanering een deel van het terrein als bedrijventerrein in te richten, waardoor een aantal bewoners zou moeten vertrekken. Inderdaad werden bewoners die geen bedrijf hadden, verplaatst naar kleinere woonwagenlocaties, verspreid over de stad Maastricht.
Bij de reorganisatie werd ook besloten tot normalisering van het terrein; zodat op het terrein dezelfde voorzieningen als elders worden geleverd (bijvoorbeeld afvalinzameling) en dat de bevolking zich aan dezelfde wetten en regels moet houden (o.a. op het gebied van bouw- en milieuvergunningen).